# Air Alps

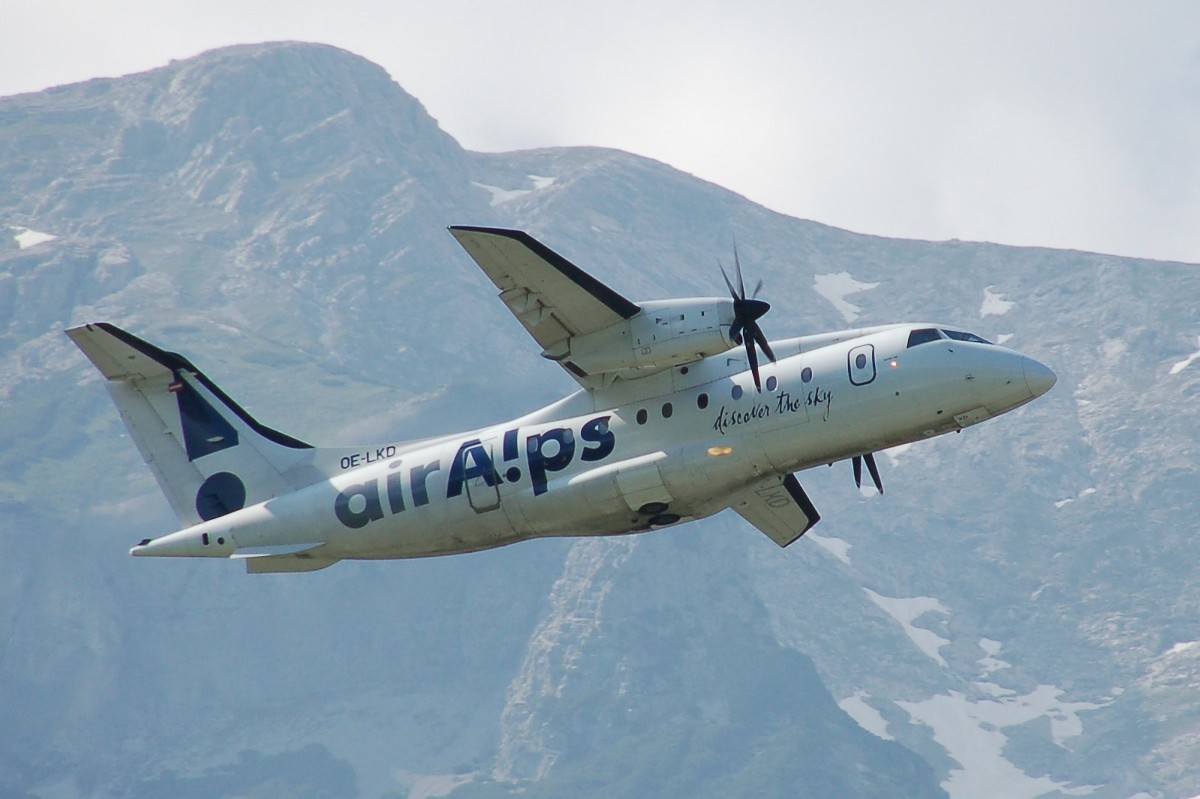
Dornier 328-110 авіакомпанії Air Alps на зльоту з міжнародного аеропорту Інсбрука

Air Alps — скасована австрійська авіакомпанія, що базувалася в Інсбруку, столиці Тіролю. Обслуговувала в основному внутрішні напрямки, а також здійснювала перевезення в сусідні країни Європи. Основним аеропортом авіакомпанії був міжнародний аеропорт Інсбрука.

## Історія
Авіакомпанія була заснована в 1998 році і почала здійснювати перевезення 28 березня 1999 року на двох літаках Dornier Do 328. Ще три аналогічних лайнера були придбані в 2000 році.
Спочатку 49 % акцій Air Alps належали компанії Air Engiadina, а 51 % — особисто президенту і генеральному директору Air Engiadina Дітмару Ляйтгебу. У 2001 році контрольний пакет акцій був придбаний групою інвесторів з Південного Тіролю, і до 2012 року 79,82 % акцій контролювалися консорціумом Alpen-Air, міноритарними акціонерами компанії були Sudtiroler Transportstrukturen (7 %) і Alitalia (10 %).
У листопаді 2012 року Air Alps припинила операційну діяльність після зупинки регулярного маршруту Больцано-Рим. У серпні наступного року було оголошено про ліквідацію авіакомпанії.

## Напрями
Всі польоти здійснювалися в рамках код-шерінгової угоди з авіакомпанією Alitalia.
У липні 2006 року авіакомпанія Air Alps обслуговувала наступні напрямки:
- з Мілана в міста Анкона, Больцано, Генуя, Ніцца, Перуджа, Страсбург і Загреб
- з Риму в міста Больцано, Брешіа, Парма і Ріміні

## Флот
Станом на 8 листопада 2011 року флот авіакомпанії складався з трьох літаків Dornier Do 328.